# Knechtsände
Die Knechtsände sind mehrere Sandbänke vor der Weser- und Elbmündung (Elbe-Weser-Dreieck) im östlichen niedersächsischen Wattenmeer.

## Lage der Sandbänke und Hochsände
Größte Sandbank ist der Große Knechtsand; er liegt zwischen den Inseln Mellum (die 16 km südwestlich liegt) und Neuwerk (11 km nordöstlich).
Den zentralen Bereich der Sandbank bildet der Hohe Knechtsand, ein Hochsand, der früher eine Insel war. Der Hochsand liegt 11 km westlich des Cuxhavener Ortsteils Berensch, des nächstgelegenen Ortes auf dem Festland. Der Hohe Knechtsand misst 2,5 km in ost-westlicher Richtung und ist zwischen 600 m im Osten und 1,6 km im Westen breit. Die Flächenausdehnung des trockenfallenden Gebietes beträgt etwa 2,6 km².
Der Große Knechtsand ist neben der Insel Trischen eines der wichtigsten Mausergebiete der Brandgans sowie neben Trischen, Norderoog und Minsener Oog eine der größten und beständigsten Kolonien der Brandseeschwalbe. Außerdem sind Eiderenten und Seehunde zahlreich.
Östlich des Großen Knechtsandes liegt das Wattgebiet Spiekaer Barre. Im Norden und Süden sind die Priele Westertill/Ostertill und Robins Balje die Begrenzung. Weiter südöstlich liegt das Wurster Watt vor der Küste des Landes Wursten.
Etwa 2 km nordwestlich des Großen Knechtsandes liegen die Sandbänke Kleine Knechtsände (53° 50′ N, 8° 18′ O).

## Geschichte
Um der Bevölkerung Helgolands die Rückkehr in ihre Heimat zu ermöglichen, bot der damalige Bundeskanzler Adenauer den britischen Streitkräften das Gebiet um den Großen Knechtsand als Ersatzgelände für militärische Übungen an. 1954 begannen hier die  Abwürfe scharfer Spreng- und Brandbomben durch die britischen Royal Air Force. Rücksicht auf die ökologische Bedeutung der Sandbank wurde dabei nicht genommen. Tausende Brandgänse wurden zum Teil direkt getroffen, zum Teil kamen sie im Wasser durch den Luftdruck der Explosionen um. 1955 fasste das britische Oberhaus den Beschluss, während der Mauserzeit der Brandgänse zwischen Juli und September auf Abwürfe scharfer Bomben zu verzichten und sich auf Übungs- und Rauchbomben zu beschränken, um schon wenige Jahre sämtliche militärischen Aktivitäten einzustellen, als der 1957 auslaufende Vertrag nicht mehr verlängert wurde.

## Ökologische Bedeutung
Dieses wichtige Rast- und Mausergebiet für Brandgänse und andere Seevögel wurde 1957 als bis dahin größtes deutsches Naturschutzgebiet ausgewiesen. In der Folgezeit verlagerte sich das Mausergebiet der Brandgänse allmählich nach Trischen, seit Ende der 1970er Jahre nahm stattdessen die Zahl der mausernden Eiderenten stark zu. Auch die Population an Seehunden auf den Knechtsänden wuchs deutlich; in den 1990er Jahren finden sich hier über ein Drittel des Gesamtbestandes im Nationalpark Niedersächsisches Wattenmeer. Seit 1986 gehört das Gebiet als streng geschützte Ruhezone zum Nationalpark Niedersächsisches Wattenmeer.

## Energiewirtschaftliche Nutzung
RWE Dea plant unmittelbar nordöstlich des Gebiets der Knechtsände, 8 km südlich der Insel Neuwerk, eine Probebohrung nach Erdöl vorzunehmen und hat im November 2011 die Anträge dazu eingereicht. Vom niedersächsischen Wirtschaftsministerium werden diese Planungen befürwortet, da dies Arbeitsplätze schaffen würde. Dass das Wattenmeer erst kürzlich als UNESCO-Weltnaturerbe ausgewiesen worden sei, sieht die Ministeriumssprecherin nicht als Problem an, da das Gebiet als „Exklave“ ausgenommen worden sei.
Seeseitig der Knechtsände wurde 2008 der Offshore-Windpark Nordergründe genehmigt.